# Pierwszy rząd José Sócratesa
Pierwszy rząd José Sócratesa (port. XVII Governo Constitucional de Portugal – XVII rząd konstytucyjny Portugalii) – rząd Portugalii funkcjonujący od 12 marca 2005 do 26 października 2009.
Był to jednopartyjny rząd utworzony po wyborach parlamentarnych w 2005, wygranych przez Partię Socjalistyczną. Gabinet funkcjonował przez całą kadencję. Po kolejnych wyborach w 2009 został zastąpiony przez drugi rząd José Sócratesa.

## Skład rządu
- Premier: José Sócrates
- Minister administracji i spraw wewnętrznych: António Costa (do 17 maja 2007, również minister stanu), Rui Pereira (od 17 maja 2007)
- Minister stanu, minister spraw zagranicznych: Diogo Freitas do Amaral (do 3 lipca 2006), Luís Amado (od 3 lipca 2006)
- Minister stanu, minister finansów: Luís Campos e Cunha (do 21 lipca 2005), Fernando Teixeira dos Santos (od 21 lipca 2005)
- Minister ds. prezydencji: Pedro Silva Pereira
- Minister obrony narodowej: Luís Amado (do 3 lipca 2009), Nuno Severiano Teixeira (od 3 lipca 2009)
- Minister sprawiedliwości: Alberto Costa
- Minister ochrony środowiska i planowania przestrzennego: Francisco Nunes Correia
- Minister gospodarki i innowacji: Manuel Pinho (do 6 lipca 2009), Fernando Teixeira dos Santos (od 6 lipca 2009)
- Minister rolnictwa, rozwoju wsi i rybołówstwa: Jaime Silva
- Minister robót publicznych i transportu: Mário Lino
- Minister pracy i solidarności społecznej: José Vieira da Silva
- Minister zdrowia: António Correia de Campos (do 30 stycznia 2008), Ana Jorge (od 30 stycznia 2008)
- Minister edukacji: Maria de Lurdes Rodrigues
- Minister nauki, technologii i szkolnictwa wyższego: Mariano Gago
- Minister kultury: Isabel Pires de Lima (do 30 stycznia 2008), José Pinto Ribeiro (od 30 stycznia 2008)
- Minister ds. kontaktów z parlamentem: Augusto Santos Silva